# جيان-ريتو بلاتنر
جيان-ريتو بلاتنر (الألمانية السويسرية الموحدة: Gian-Reto Plattner) (و. 1939 – 2009 م) هو فيزيائي، وسياسي، وأستاذ جامعي من سويسرا . ولد في زيورخ . تولى منصب عضو مجلس الولايات السويسري، وpresident of the Swiss Council of States .
وكان عضواً في الجمعية البرلمانية لمجلس أوروبا .
توفي في بازل ، عن عمر يناهز 70 عاماً.

## مناصب وهيئات
أدار جامعة بازل.